# 上丁市
上丁市，通称上丁，是柬埔寨东北部的一座城市，也是该国上丁省以及上丁县的治所驻地，处在湄公河与公河的交汇处，亦邻近寮国:98-99，寮国也在该市设有领事馆。